# 陰茎絞扼症

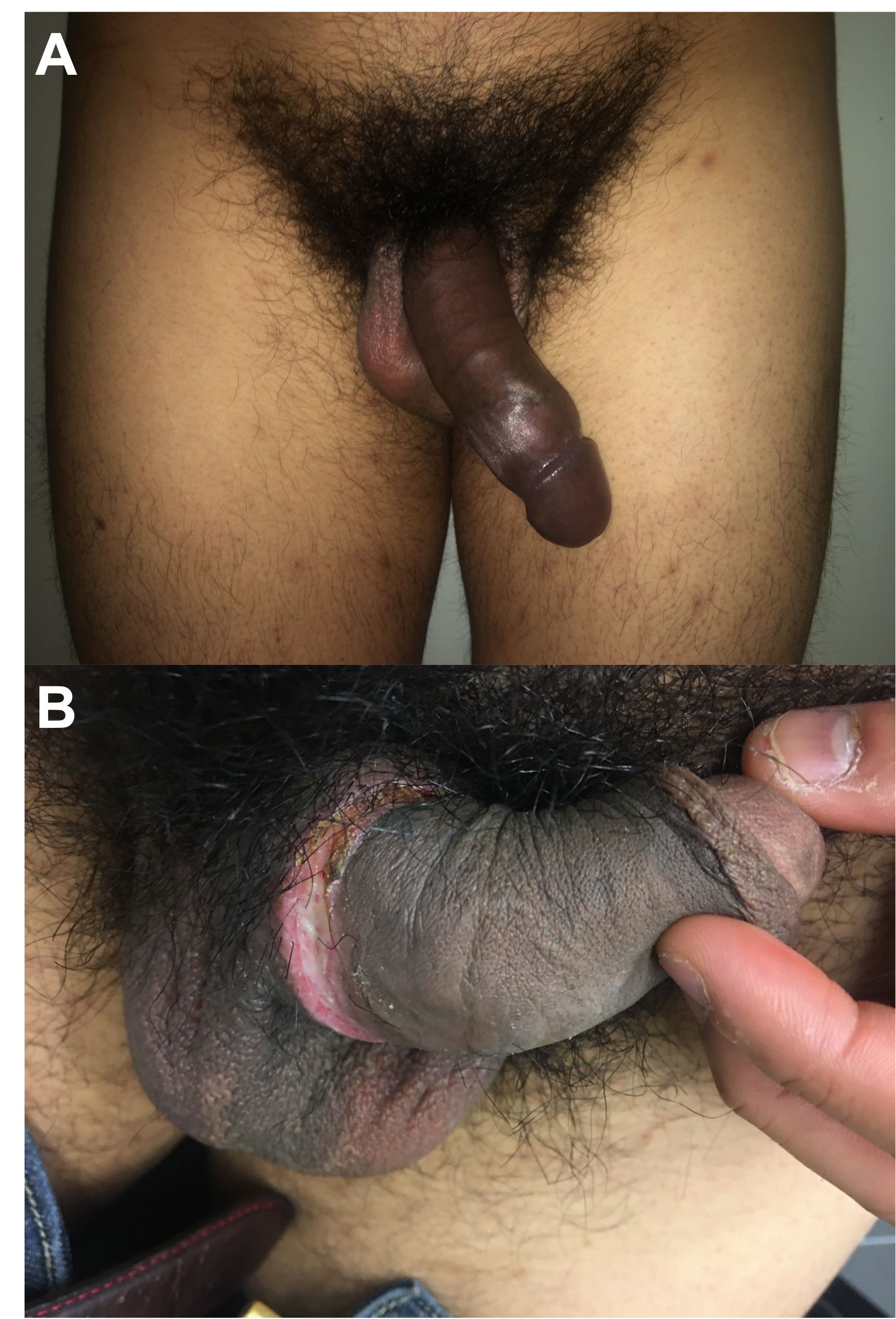
(A）陰茎根部での結束バンドによる陰茎絞扼の症例。静脈も動脈も圧迫されていた。(B)陰茎根部の潰瘍は、包囲物を除去してから1週間後のものである。この絞扼によって陰茎の感覚は永久に失われた。

陰茎絞扼症（いんけいこうやくしょう、英: Penile strangulation）とは、外的要因により陰茎全周が圧迫、絞扼された状態を指す。循環障害を生じ、絞扼部より末端側に陰茎浮腫や腫脹、疼痛を来し、時に亀頭・陰茎などの壊死を招く。
絞扼は輪ゴム、紐、糸などの軟性絞扼物によるものと、指輪やナット等のリング状金属片やペットボトルなどの硬性絞扼物によるものに分けられる。軟性絞扼物の方が絞扼面積が狭く陰茎に埋没しやすく絞扼力も強いので、損傷度合いが大きく、合併症が多いことが判っている。自慰や悪戯目的の他、夜尿・尿失禁の予防などが目的とされる。

## 徴候・症状
絞扼に伴う症状により、5段階に分類される。
| グレード |                                               |
| -------- | --------------------------------------------- |
| 1        | 陰茎浮腫あり 皮膚潰瘍・尿道損傷なし           |
| 2        | 尿道海綿体まで損傷・皮膚感覚低下 尿道損傷なし |
| 3        | 尿道損傷あり・感覚障害 尿道瘻なし             |
| 4        | 尿道瘻あり・感覚消失                          |
| 5        | 陰茎壊死                                      |

毛髪や輪ゴムによる絞扼は、絞扼物が腫脹している陰茎や冠状溝の下に隠れており、診断が難しい場合がある。
陰茎の血管系が圧迫されるため、静脈、動脈、またはその両方が圧迫されたかどうかに応じて、軽度の可逆的血管閉塞、虚血壊死、壊疽および腎障害、リンパ浮腫、潰瘍形成、尿道皮膚瘻、感覚喪失、尿道損傷、敗血症、自然落脱などの様々な合併症が生じる可能性がある。絞扼時間が12時間以内であれば合併症が起こりにくいとされる。

## 原因
様々なものが絞扼の原因となる：
- 結婚指輪[9][10]
- 金属リング[11][12][13]
- ボトル[14]
- 貞操帯
- 輪ゴム[15]
- 毛髪（ヘアターニケット）[16]

## 治療
医学的治療を必要とする陰茎絞扼損傷は少なく、1755年に初めて記述されて以来、約60～120例が報告されている。通常は急性だが、慢性絞扼症例や1ヵ月に及ぶ急性症例も報告されている。
治療では絞扼物を切断し、絞扼を解除して腫脹を減圧する。硬性絞扼物の切断には特殊な切断器具が必要となる場合もある。絞扼解除後は治癒する場合もあるが、潰瘍形成するものや、絞扼持続時間によっては組織の壊死が進行し、陰茎切断術やデブリードマン術が実施される場合がある。